# Kathleen Rice
Kathleen Maura Rice, née le 15 février 1965 à Brooklyn, est une femme politique américaine, élue démocrate de l'État de New York à la Chambre des représentants des États-Unis de 2015 à 2023.

## Biographie
Après avoir obtenu son juris doctor au Touro Law Center en 1991, Kathleen Rice devient avocate.
En 2005, elle est élue procureure de district du comté de Nassau face au républicain sortant Denis Dillon, élu depuis 31 ans,. Elle est alors la première femme élue à ce poste. Elle est réélue pour un second mandat en 2009. Elle tente de se faire élire procureure générale de New York en 2010 mais perd la primaire démocrate. En 2013, elle est réélue procureure de district avec 59 % des suffrages.
En 2014, elle est candidate à la Chambre des représentants des États-Unis, dans le 4e district de l'État de New York, qui comprend la côte sud du comté de Nassau. Elle compte succéder à la démocrate Carolyn McCarthy qui, atteinte d'un cancer, ne se représente pas. Soutenue par McCarthy, Kathleen Rice remporte la primaire démocrate avec 56 % des voix face à Kevan Abrahams, élu à la législature du comté. Elle est élue représentante avec 52,8 % des suffrages face au républicain Bruce Blakeman. Elle est réélue en 2016, 2018 et 2020.
En février 2022, elle annonce qu'elle ne sera pas candidate à un cinquième mandat lors des élections de novembre.